# Feiertage in Frankreich
Die gesetzlichen Feiertage in Frankreich sind im Falle der elf landeseinheitlichen Feiertage in Artikel L3133-1 des Code du travail festgelegt. Darüber hinaus gelten regionale Sonderregelungen, etwa in den Départements Moselle, Bas-Rhin und Haut-Rhin (Elsass-Moselle), wo aufgrund historischer Gegebenheiten zusätzlich Karfreitag und der 2. Weihnachtsfeiertag (Stephanustag) arbeitsfrei sind und auch in zwei Überseegebieten gefeiert werden. Daneben existieren in den französischen Überseedepartements eigene regionale Feiertage.

## Landeseinheitliche Feiertage
| Feiertag (Deutsch)                    | Feiertag (Französisch)   | Datum              | Bemerkungen |
| ------------------------------------- | ------------------------ | ------------------ | --- |
| Neujahr                               | Jour de l’An             | 1. Januar          | |
| Ostermontag                           | Lundi de Pâques          | Ostersonntag + 1d  | |
| Tag der Arbeit                        | Fête du travail          | 1. Mai             | |
| Tag des Sieges                        | Victoire 1945            | 8. Mai             | Das Gesetz Nr. 46-934 vom 7. Mai 1946 erklärte den 8. Mai, den Tag der bedingungslosen Kapitulation der deutschen Wehrmacht 1945, zum gesetzlichen Feiertag. Der Feiertag wurde am 8. Mai begangen, wenn dieser auf einen Sonntag fiel, ansonsten am ersten Sonntag nach dem 8. Mai. Mit dem Gesetz Nr. 53-225 vom 20. März 1953 wurde der Feiertag auf den 8. Mai fixiert, unabhängig ob Sonntag oder nicht. Das Präsidialdekret de Gaulles Nr. 59-533 vom 11. April 1959 schaffte diesen Feiertag wieder ab und erklärte den zweiten Sonntag im Mai zum Tag der Siegesfeier. Nach Protesten von Veteranenverbänden wurde der 8. Mai 1965 zur 20-Jahresfeier des Sieges einmalig als Bankfeiertag begangen, und ein weiteres Präsidialdekret vom 17. Januar 1968 führte erneut Siegesfeiern am 8. Mai ein, allerdings erst am Tagesende. 1975 beendete Präsident Giscard d’Estaing sämtliche offiziellen Veranstaltungen am 8. Mai. Unter Präsident Mitterrand und Jean Laurain als „ministre des anciens combattants“ wurde mit dem Gesetz Nr. 81-893 vom 2. Oktober 1981 der 8. Mai erneut in die Liste der vom Arbeitsgesetzbuch festgelegten Feiertage aufgenommen. |
| Christi Himmelfahrt                   | Ascension                | Ostersonntag + 39d | |
| Pfingstmontag                         | Lundi de Pentecôte       | Ostersonntag + 50d | Von 2004 bis 2007 war Pfingstmontag offiziell ein nicht arbeitsfreier Feiertag, um mit zusätzlichen Einnahmen Lücken im Gesundheitssystem zu schließen. Proteste führten dazu, dass diese Regelung am 16. April 2008 aufgegeben wurde. |
| Französischer Nationalfeiertag        | Fête Nationale Française | 14. Juli           | |
| Mariä Himmelfahrt                     | Assomption               | 15. August         | |
| Allerheiligen                         | Toussaint                | 1. November        | |
| Waffenstillstand von Compiègne (1918) | Armistice 1918           | 11. November       | |
| 1. Weihnachtsfeiertag                 | Noël                     | 25. Dezember       | |

Regional in den Départements Moselle, Bas-Rhin und Haut-Rhin (historisch bedingte Sonderregelung)
| Feiertag (Deutsch)    | Feiertag (Französisch) | Datum             | Bemerkungen |
| --------------------- | ---------------------- | ----------------- | ----------- |
| Karfreitag            | Vendredi Saint         | Ostersonntag - 2d |             |
| 2. Weihnachtsfeiertag | Saint Etienne          | 26. Dezember      |             |

Regional in Überseedepartements
| Feiertag (Deutsch)          | Feiertag (Französisch)   | Datum             | Bemerkungen |
| --------------------------- | ------------------------ | ----------------- | --- |
| Karfreitag                  | Vendredi Saint           | Ostersonntag - 2d | Martinique und Guadeloupe |
| Abschaffung der Sklaverei   | Abolition de l’esclavage | 27. April         | Mayotte |
| Abschaffung der Sklaverei   | Abolition de l’esclavage | 22. Mai           | Martinique |
| Abschaffung der Sklaverei   | Abolition de l’esclavage | 27. Mai           | Guadeloupe |
| Abschaffung der Sklaverei   | Abolition de l’esclavage | 10. Juni          | Guyane |
| Fest der Staatsbürgerschaft | Fête de la citoyenneté   | 24. September     | Neukaledonien Ursprünglich der Tag der Besitznahme durch Frankreich im Jahr 1853, wurde 2004 im Zuge des Abkommens von Nouméa in „Fest der Staatsbürgerschaft“ umbenannt. |
| Abschaffung der Sklaverei   | Abolition de l’esclavage | 20. Dezember      | La Réunion |

## Diskussionen um die Abschaffung einzelner Feiertage
Wiederholt gab es in der Fünften Französischen Republik (ab 1958) öffentliche Diskussionen um die Abschaffung einzelner Feiertage. Dahinter standen meist wirtschaftliche Überlegungen. Präsident Charles de Gaulle schaffte 1959 den 8. Mai als Feiertag ab, mit dem Argument, dass er wirtschaftlich nicht zu finanzieren sei. 1981 wurde der Feiertag unter dem sozialistischen Präsidenten François Mitterrand wieder eingeführt.
Im Jahr 2003 erklärte die konservative Regierung unter Premierminister Jean-Pierre Raffarin und Präsident Jacques Chirac den Pfingstmontag zum „Tag der Solidarität“ und regulären Arbeitstag. Das entsprechende Gesetz wurde am 30. Juni 2004 von der Nationalversammlung verabschiedet. Es sah vor, dass Arbeitnehmer sieben Stunden im Jahr länger und unbezahlt arbeiten sollten. Zunächst war vorgesehen, dass dies durch Streichung des Pfingstmontags als Feiertag erreicht werden sollte. Die eingesparten Gehälter sollten von den Unternehmen in einen Nationalen Solidaritätsfonds zur Stützung des Sozialsystems eingezahlt werden. Dieser Plan stieß auf heftigen Widerstand der Gewerkschaften und wurde von der Regierung daraufhin so abgemildert, dass am Pfingstmontag Postämter, Rathäuser und Schulen weiterhin geschlossen blieben. Auch der Lastkraftwagenverkehr unterblieb. Dies wiederum erschwerte es den Unternehmen, einen regulären Arbeitsbetrieb am Pfingstmontag aufrechtzuerhalten und viele zahlten zwar die Abgabe in den Solidaritätsfonds, forderten ihre Angestellten aber nicht zur Arbeit am Pfingstmontag auf. 2008 wurde der Pfingstmontag wieder zu einem regulären Feiertag. Die sieben Stunden unbezahlter Mehrarbeit und die Unternehmensabgabe an den Solidaritätsfonds verblieben allerdings weiterhin.
Am 16. Juli 2025 unterbreitete Premierminister François Bayrou der französischen Öffentlichkeit den Vorschlag, zwei Feiertage zu streichen, um das außer Kontrolle geratene Haushaltsdefizit mit der konsekutiv steigenden Staatsverschuldung Frankreichs wieder in den Griff zu bekommen. Frankreich müsse mehr als 40 Milliarden € einsparen. Bayrou schlug den 8. Mai und den Ostermontag vor. Der Plan stieß auf heftigen Gegenwind aus verschiedenen Richtungen. Der Gewerkschaftsbund CGT lehnte ihn ebenso ab, wie der französische Hotel- und Gaststättenverband, der Umsatzeinbußen befürchtete. Sprecher der Sozialistischen Partei, La France insoumise und des Rassemblement National äußerten sich ebenfalls ablehnend.